# Вахтанг Ананян
Вахтанг Степанович Ананян (вірм. Վախթանգ Անանյան; 8 серпня 1905 — 4 березня 1980) — вірменський письменник, автор пригодницьких повістей і праці «Тваринний світ Вірменії».

## Біографія

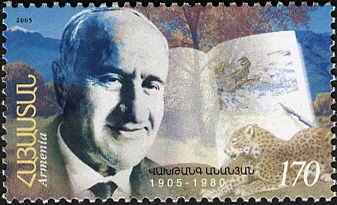
Вахтанг Ананян на вірменській поштові марці

Вахтанг Ананян народився в селі Погос-Кіліца, нині село Шамахян, недалеко від Діліжану в бідній селянській родині. Закінчив кілька класів школи, але в подальшому про навчання довелося забути. Працював пастушком.
Після Жовтневої революції він вступив до комсомолу, продовжив навчання, став посилати замітки в «Селянську газету». Закінчив партійну школу У 1931 році була видана його перша книга «У вогняному кільці» про пригоди підлітків в роки Громадянської війни.
Брав участь добровольцем у Великій Вітчизняній війні. Після війни була видана його книга фронтових нарисів «Після війни».
У 50-х роках написав повість про пригоди підлітків «На березі Севана», яка була перекладена на декілька мов народів СРСР і за кордоном і була кілька разів перевидана. Так само була популярна й інша його книга «Бранці Барсової ущелини».
Крім того він написав ряд книг про природу Вірменії, збірки оповідань і повістей, а також багатотомний науково-популярну працю «Тваринний світ Вірменії» .
Помер 4 березня 1980 року в Єревані.

## Нагороди
- 2 ордена Трудового Червоного Прапора (27.06.1956; 30.08.1965)
- орден Дружби народів (13.08.1975)
- орден «Знак Пошани»
- медалі

## Твори
- У вогняному кільці
- Після війни
- На березі Севана
- Бранці Барсової ущелини
- Тваринний світ Вірменії
- По гірських стежках
- Сліди на стежці
- Розповіді мисливця
- Маленький житель старого намету